# Вестон (Њу Џерзи)
Вестон (енгл. Weston) насељено је место без административног статуса у америчкој савезној држави Њу Џерзи.

## Демографија
По попису из 2010. године број становника је 1.235.
| Група             | 2000.    | 2010.         |
| Белци             | 0 (0,0%) | 1.061 (85,9%) |
| Афроамериканци    | 0 (0,0%) | 40 (3,2%)     |
| Азијати           | 0 (0,0%) | 88 (7,1%)     |
| Хиспаноамериканци | 0 (0,0%) | 35 (2,8%)     |
| Укупно            | 0        | 1.235         |